# Rankinia diemensis
Rankinia diemensis là một loài thằn lằn trong họ Agamidae. Loài này được Gray mô tả khoa học đầu tiên năm 1841.

## Hình ảnh

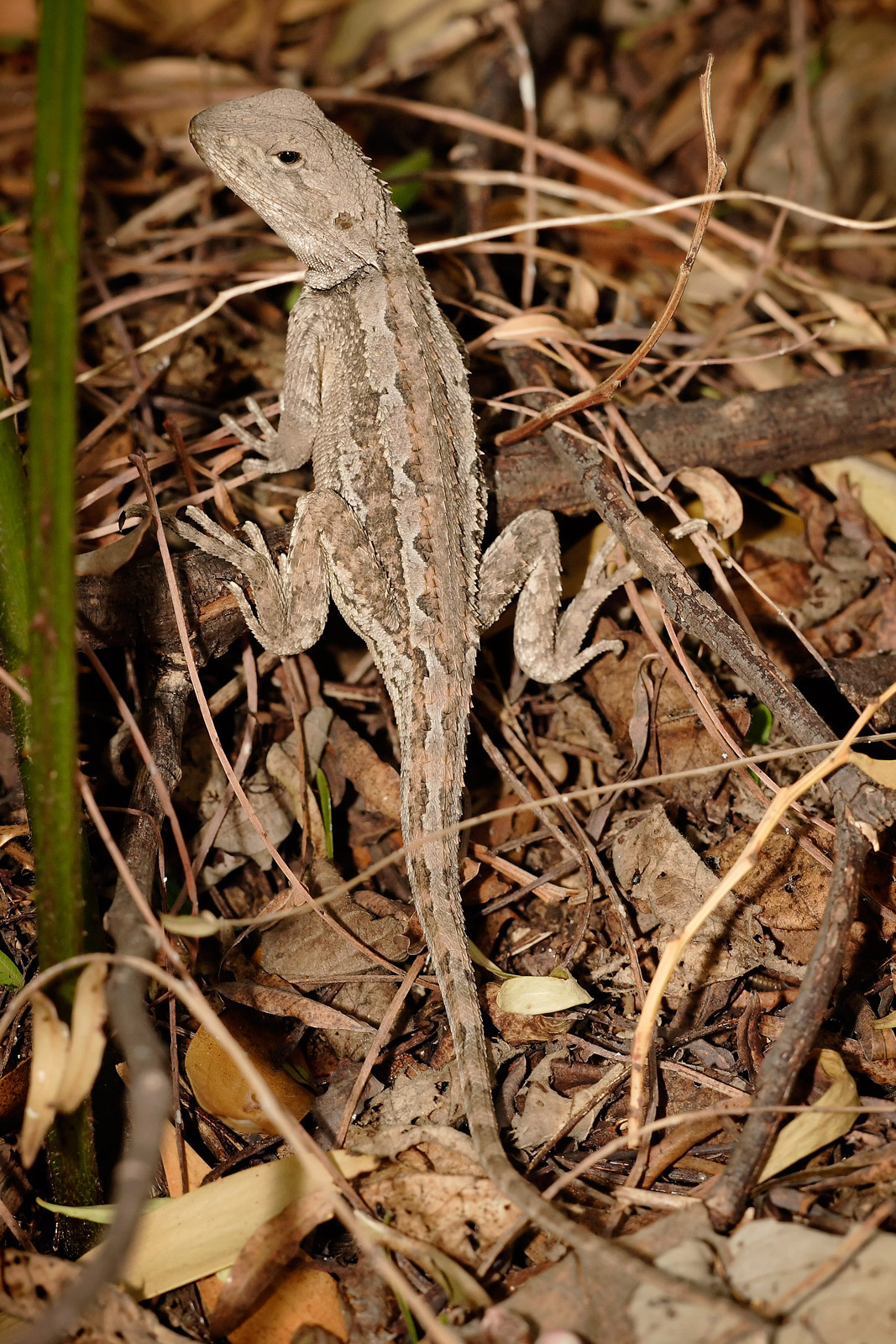
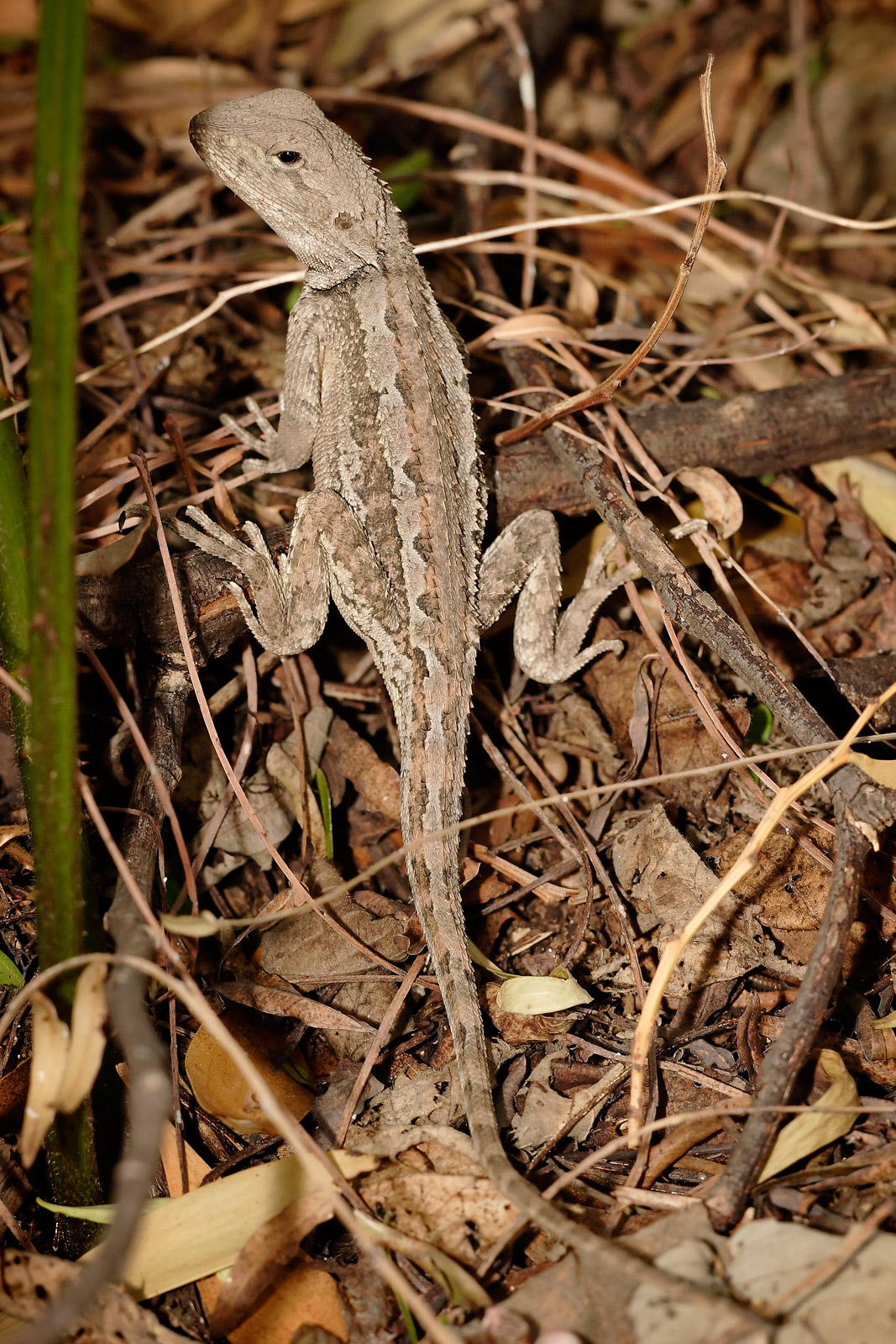